# 야마카미촌 (야마가타현)
야마카미촌(山上村)은 야마가타현 미나미오키타마군에 설치되었던 촌이다. 현재의 요네자와시에 해당한다.